# 金沙掌突蟾
金沙掌突蟾（学名：Leptobrachella jinshaensis），一种于中华人民共和国贵州省金沙县冷水河自然保护区发现的两栖动物，隶属于角蟾科掌突蟾属。

## 形态特征
金沙掌突蟾雄蟾体长29.7～31.2毫米。身体背部呈棕色，具有深棕色图案、点斑及不规则的分散淡橙色点斑；四肢背面具有棕色横纹，肘部和上臂为显著的铜橙色并具黑色条斑；喉部为奶白色，胸部及腹部呈奶黄色具紫色细斑，两胁具明显的云雾状灰斑；四肢腹面紫灰色。